# Régence de Tunis
 (mai 2017).
Si vous disposez d'ouvrages ou d'articles de référence ou si vous connaissez des sites web de qualité traitant du thème abordé ici, merci de compléter l'article en donnant les références utiles à sa vérifiabilité et en les liant à la section « Notes et références ».
1574–1705
Entités précédentes :
- Hafsides

Entités suivantes :
- Beylicat de Tunis

La régence de Tunis est une ancienne entité étatique d'Afrique du Nord, qui a existé de 1574 à 1705, date de l'avènement de la dynastie des Husseinites. Elle est placée sous souveraineté nominale de l'Empire ottoman au terme de la rivalité opposant ce dernier et l'Espagne. Située entre les régences d'Alger et de Tripoli, ses frontières correspondent à peu près à celles de l'actuelle Tunisie.
Pour gouverner la régence, les sultans ottomans la confient à un vassal. Cependant, sous le règne de la dynastie beylicale des Husseinites, les beys de Tunis acquièrent une indépendance de fait, faisant d'eux les véritables monarques du pays jusqu'à l'instauration du protectorat. Car, malgré leurs victoires, les Ottomans ne s'implantent guère en Tunisie et la conquête de l'intérieur des terres ne s'achève que sous les règnes d'Ali II Bey (1759-1782) et d'Hammouda Pacha (1782-1814).

## Contexte

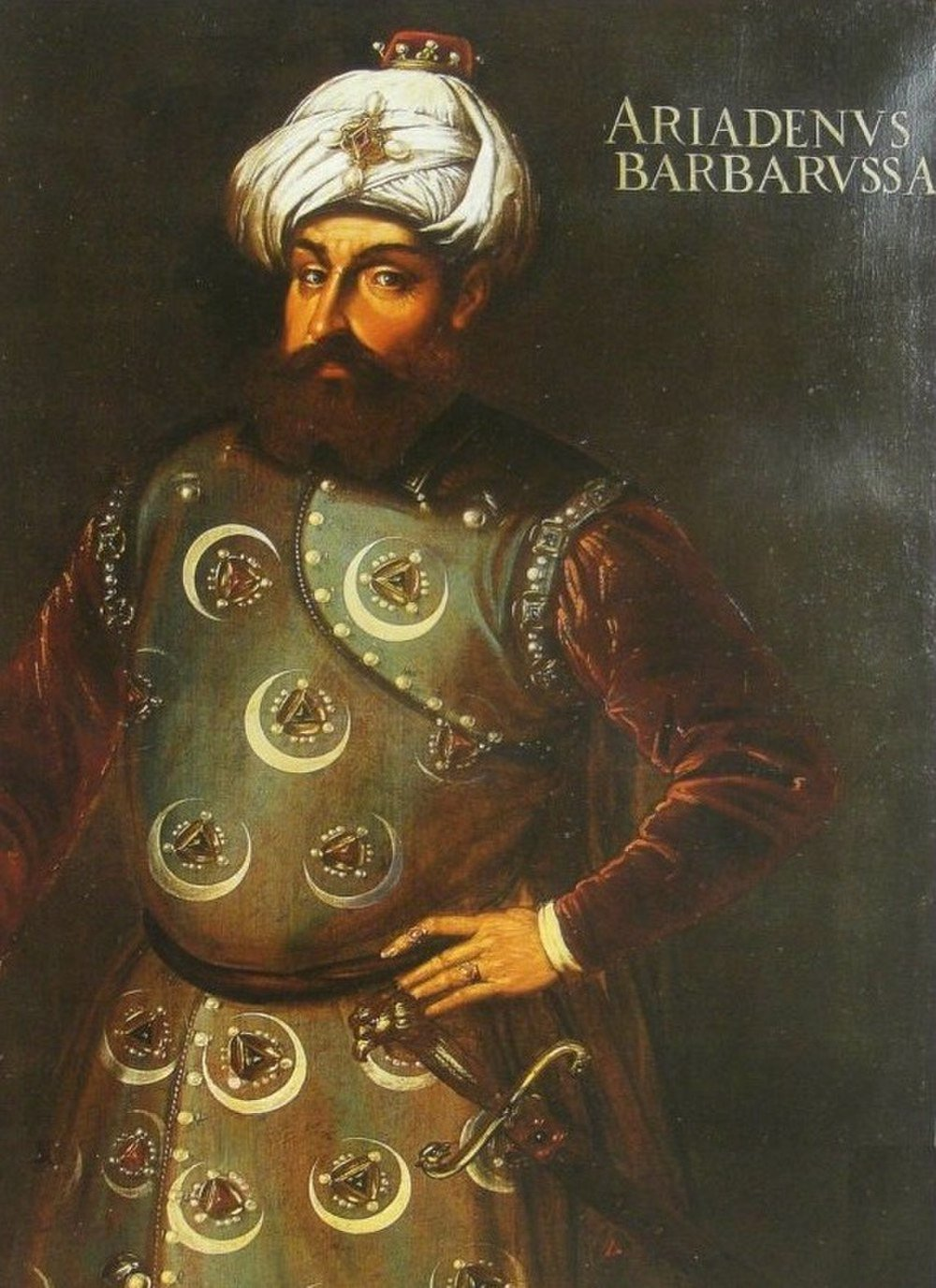
Portrait du corsaire Khayr ad-Din Barberousse.

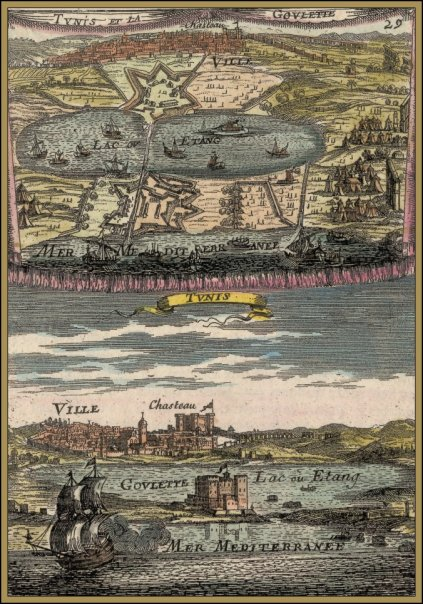
Vue de la bataille de Tunis de 1574 (en haut) et vue de Tunis depuis La Goulette au XVIIe siècle (en bas).

Les Hafsides de Tunis s'essoufflent et perdent peu à peu, après la bataille de Kairouan en 1348, le contrôle de leurs territoires au profit des Mérinides d'Abu Inan Faris, alors que, frappée de plein fouet par la peste de 1384, l'Ifriqiya continue de subir une désertification démographique amorcée par les invasions hilaliennes.
C'est alors que commencent à arriver les Maures musulmans et juifs andalous fuyant la déchéance du royaume de Grenade en 1492 et occasionnant des problèmes d'assimilation. À leur suite, les souverains espagnols Ferdinand d'Aragon et Isabelle de Castille décident de poursuivre leur reconquête jusque sur les côtes maghrébines pour protéger leurs propres côtes. En une dizaine d'années, ils prennent les cités de Mers el-Kébir, Oran, Bougie, Tripoli et l'îlot situé en face d'Alger. Pour s'en libérer, les autorités de la cité sollicitent l'aide de deux corsaires renommés, originaires de l'île de Lesbos en mer Égée : les frères Arudj et Khayr ad-Din Barbaros ou Barberousse. Cette intervention est un événement majeur qui inaugure une période de confrontation entre l'Espagne et l'Empire ottoman pour la domination des territoires du Maghreb, hormis le Maroc, et celle du bassin occidental de la Méditerranée.
La Tunisie offre un environnement favorable et les frères Barberousse s'y illustrent particulièrement. Arudj reçoit en effet du souverain hafside aux abois l'autorisation d'utiliser le port de La Goulette puis l'île de Djerba comme base. Entourés de marins turcs, comme Dragut, calabrais, siciliens, corses ou danois, ces pirates se font connaître en Europe sous le nom de « barbaresques » en jouant sur les noms « barbares », « berbères » et « Barbaros ».
Après la mort d'Arudj, son frère Khayr ad-Din se place dans la vassalité du sultan de Constantinople. Nommé grand amiral de l'Empire ottoman, il s'empare de Tunis en 1534 mais doit se retirer après la prise de la ville par l'armada — 400 vaisseaux — que Charles Quint mène en 1535,. Le sultan hafside est alors rétabli dans ses droits sous la protection de Charles Quint et le pays passe sous la tutelle du royaume d'Espagne. Pendant ce temps, le gouvernement ottoman se dote de la flotte qui lui manquait. En 1560, Dragut parvient à Djerba et, en 1574, Tunis est définitivement reprise par les Ottomans.

## Fonctions au sein de l'État beylical

### Pachas, deys et beys de Tunis
Au cours du XVIIe siècle, le rôle des Ottomans ne cesse de décroître au profit des dirigeants locaux qui s'émancipent progressivement de la tutelle du sultan de Constantinople. Au bout de quelques années d'administration turque, plus précisément en 1590, ces janissaires s'insurgent, plaçant à la tête de l'État un dey et, sous ses ordres, un bey chargé du contrôle du territoire et de la collecte des impôts. Ce dernier ne tarde pas à devenir le personnage essentiel de la régence aux côtés du pacha, qui reste confiné dans le rôle honorifique de représentant du sultan ottoman, au point qu'une dynastie beylicale finit par être fondée.

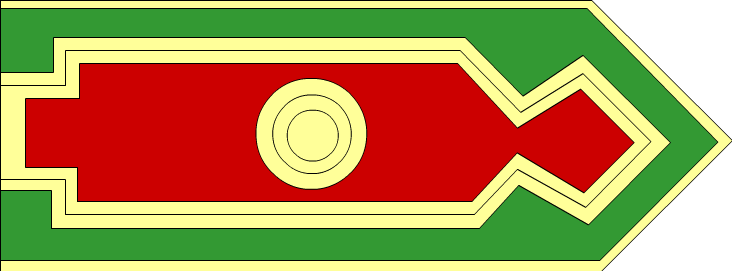
Étendard (sandjak) du pacha.
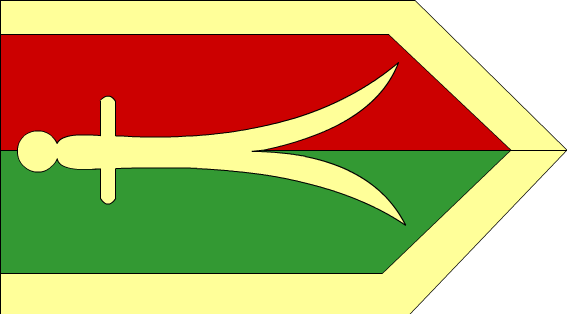
Étendard (sandjak) des compagnies de janissaires.
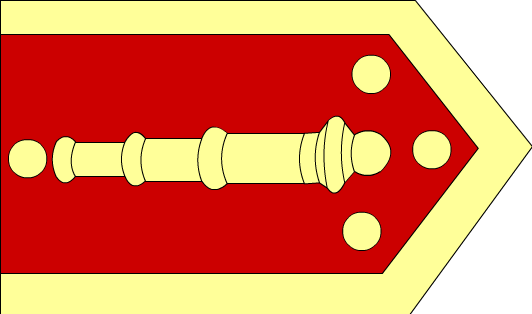
Étendard (sandjak) de l'artillerie.
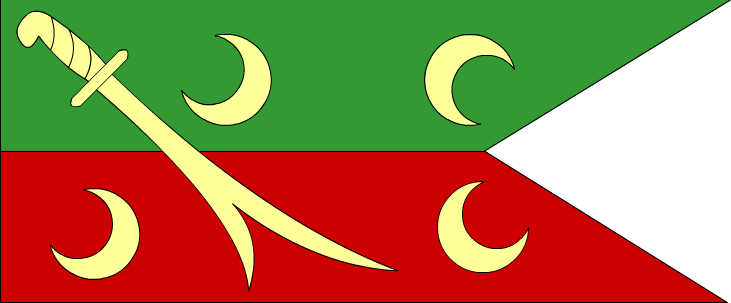
Étendard (sandjak) des spahis ou cavalerie ottomane.

## Rôle de la milice turque

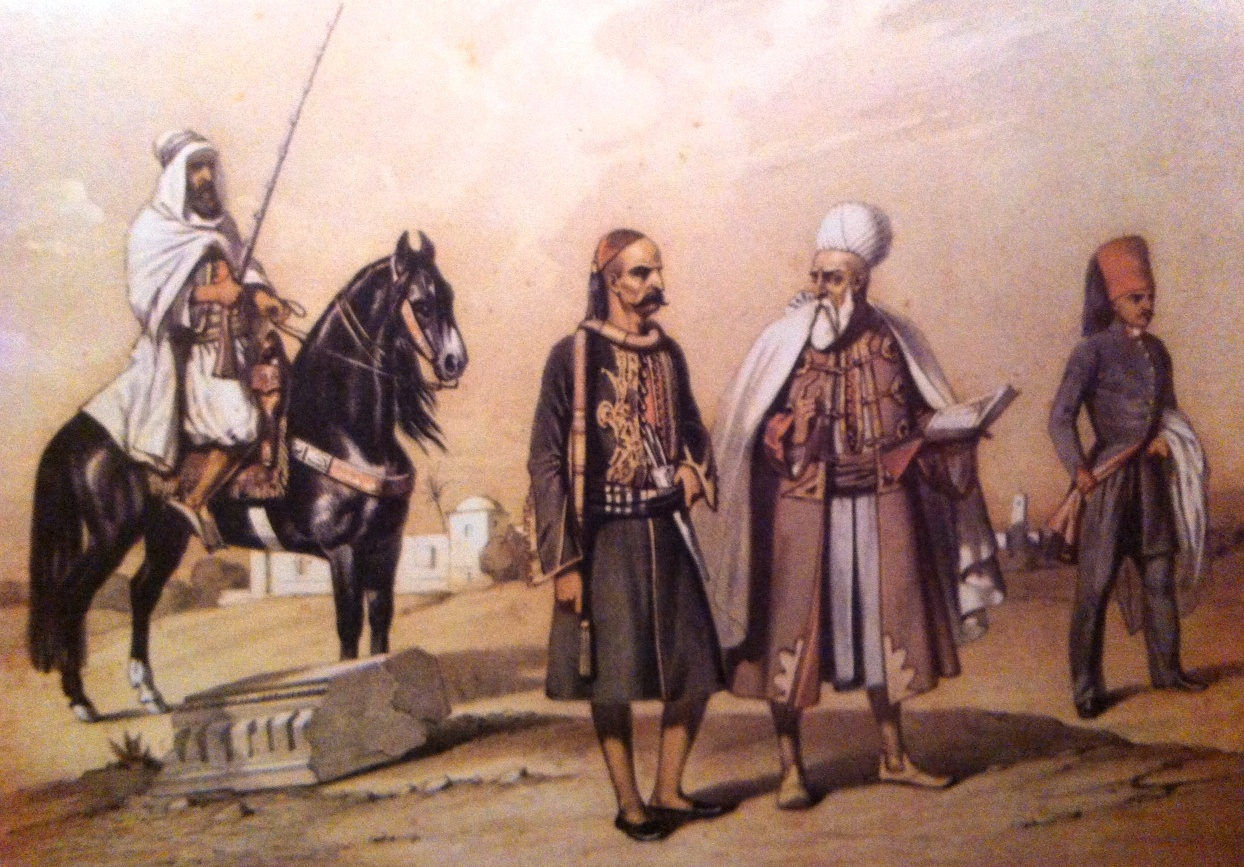
Milice turque de Tunis vers 1810 avec, de gauche à droite, un hamba (cavalier), un janissaire, un khodja (religieux turc) et un mamelouk de la garde du bey).

La milice turque de Tunis reste, jusqu'à sa mise à la retraite forcée vers 1828, le véritable pouvoir permanent. Elle regroupe près de 4 000 hommes, que ce soit des janissaires, des artilleurs, des spahis ou même des hommes du génie militaire, bien que leur nombre a pu varier d'une époque à l'autre. Le contingent est en effet fréquemment renouvelé par des recrues envoyées par l'Empire ottoman. Par la suite, ce sont les beys mouradites puis husseinites qui recrutent eux-mêmes des troupes en cas de besoin, grâce à leurs chargés d'affaires (oukil) à Constantinople[réf. nécessaire].

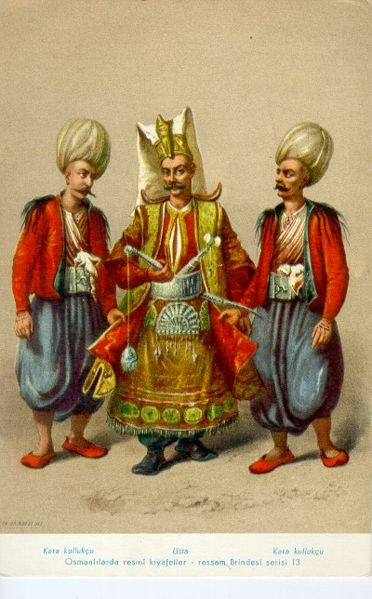
Officier janissaire avec ses deux aides de camp (XVIe siècle).

La milice est représentée par le diwan ou conseil des officiers composé d'un agha (commandant en chef de la milice), d'un kahia (son lieutenant-général), de deux scribes (katib), six huissiers (chaouch), présidés par un chaouch-bachi, et plusieurs officiers supérieurs (boulouk-bachi) et sous-officiers (oda-bachi), soit quarante membres en tout se réunissant généralement dans la maison de l'agha, dans l'actuelle rue du Divan à Tunis. Le conseil élit le dey et l'investit de sa charge mais peut le destituer voir le faire exécuter. Il joue également le rôle de tribunal militaire. Lorsque le mécontentement de la milice se fait ressentir, notamment contre le désir d'indépendance des beys husseinites au début du XIXe siècle, il n'a pas hésité à entrer en conflit armé avec ceux-ci. L'origine des soldats de la milice est différente selon l'époque[réf. nécessaire].
Au départ, une différenciation est faite entre les Anatoliens (Sekbans ou jeunes recrues musulmanes) et les Azabs — convertis issus du Devchirmé — beaucoup plus nombreux. Plus tardivement, avec la baisse de la pratique du Devshirme, on note une différenciation entre les impériaux ottomans et les locaux ou Kouloughlis, c'est-à-dire les fils de Turcs et de Tunisiennes. Mais cette différence ne change rien au statut et à l'avancement du soldat, contrairement à ce qui se passe dans la régence d'Alger où les Kouloughlis sont déconsidérés. Le meilleur exemple de réussite des Kouloughlis est le fondateur de la dynastie des Husseinites, Hussein Ier Bey, fils d'un janissaire ottoman et d'une Tunisienne du Kef. Les Kouloughlis de Tunis ont ainsi le droit de se loger dans les multiples casernes de Tunis s'ils ne trouvent pas d'habitation et d'être intégrés dans la milice s'il le désirent. De plus, dès leur naissance, ils ont droit à une pension payée par l'État beylical jusqu'à ce qu'ils aient l'âge de travailler comme soldats ou dans le civil[réf. nécessaire].
Cette pratique perdure jusqu'au milieu du XIXe siècle. Ce sont les revenus fiscaux des terres de la région de Mateur qui servent à entretenir la milice turque de Tunis. Après deux importantes révoltes contre les beys, l'une en 1811 contre Hammouda Pacha et la seconde en 1816 contre Mahmoud Bey, la milice s'affaiblit peu à peu ; elle ne compte plus que des Turco-tunisiens nés au pays, les Kouloughlis, qui ne constituent plus une menace pour les beys[réf. nécessaire].
Après avoir sondé le gouvernement ottoman sur les réformes militaires entreprises au début du XIXe siècle, Hussein II Bey décide en 1828 la dissolution officielle de ce corps qui aura marqué la scène politique tunisienne depuis la prise de pouvoir du diwan en 1593[réf. nécessaire].

## Administration régionale

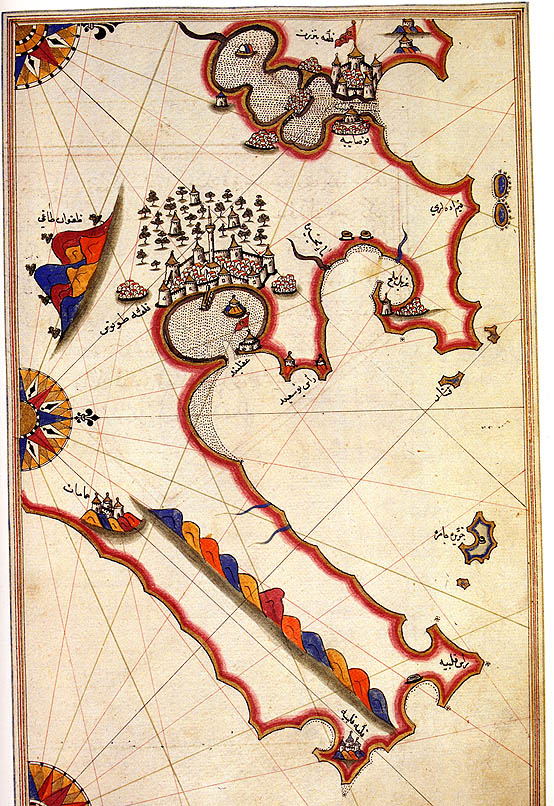
Carte maritime ottomane de Piri Raïs représentant le golfe de Tunis au XVIe siècle.

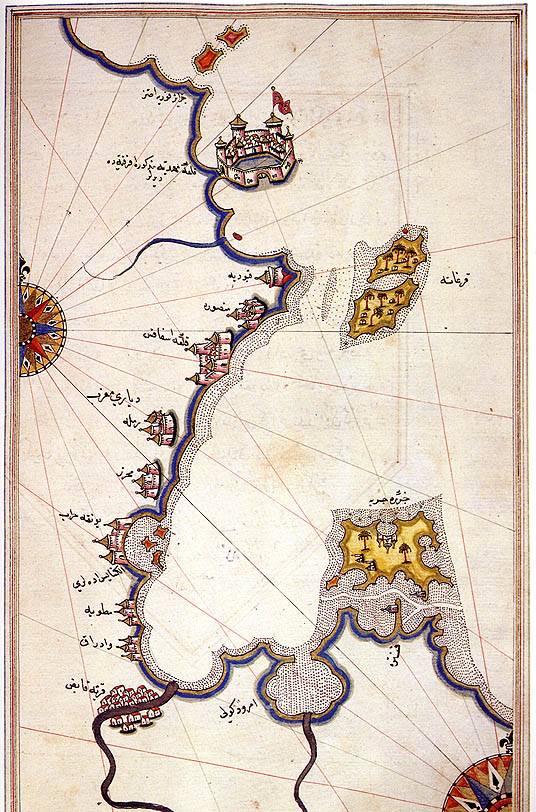
Carte maritime ottomane du XVIe siècle représentant la côte sud-est de la Tunisie.

Les principales villes portuaires et du nord du pays sont soumises, dès le début de la période, à l'autorité d'un détachement de la milice turque placé sous les ordres d'un caïd ; les villes de Bizerte, Nabeul, Sousse, Monastir et Sfax sont principalement concernées. Mais la pacification de l'arrière-pays par les beys husseinites à la fin du XVIIIe siècle étend le contrôle ottoman à tout le territoire. Il n'est dès lors plus nécessaire d'envoyer la mhalla, la colonne armée bisannuelle menée par le bey lui-même pour lever l'impôt et rendre la justice. Désormais, sauf circonstance exceptionnelle, le bey ne s'éloigne plus de Tunis[réf. nécessaire].
L'administration régionale se compose comme suit : chaque grande localité de province est placée sous la direction d'un caïd-gouverneur qui possède un pouvoir militaire, de nomination des fonctionnaires et de justice. Il a aussi la charge de lever l'impôt pour le compte de l'État beylical ; son grade est général de brigade (amir-liwa). Il est assisté dans sa fonction par un kahia ou lieutenant-gouverneur. Localement, c'est le khalifa (préfet) qui exerce les fonctions dont celles de chef de la police. Les villes secondaires et villages, ainsi que les tribus nomades ou sédentaires, sont dirigées par un cheikh, sorte de chef de village ou de tribu[réf. nécessaire].
La capitale Tunis, qui possède un statut particulier, est dirigée par le Cheikh El Médina assisté de deux cheikhs pour les faubourgs de Bab El Jazira et Bab Souika. La police de Tunis (zaptié), détachement spécial de la milice ottomane, est placée sous l'autorité du dey qui prend par la suite le titre de daoulatli[réf. nécessaire].
À l'exception des cheikhs, qui sont choisis parmi les autochtones, les autres responsables régionaux sont tous membres des familles du makhzen beylical. Celles-ci sont généralement Turques ou Mameloukes, surtout dans les provinces les plus importantes. Toutefois, vers le XVIIIe siècle, quelques familles autochtones ayant un ascendant sur une région parviennent à accaparer les fonctions de caïd pour former de véritables dynasties féodales[réf. nécessaire].

## Beys mouradites
Mourad Bey est nommé commandant de la colonne armée qui parcourt le pays en 1613 et se voit gratifié du titre de pacha de Tunis en 1631 par le sultan ottoman. Il instaure le beylicat héréditaire mais ses successeurs partagent le pouvoir avec le dey. À sa mort, c'est son fils Hammouda Pacha Bey qui lui succède. Époux d'Aziza Othmana, il est nommé pacha et fait figure de souverain bâtisseur[réf. nécessaire].
En 1666, Mourad II Bey parvient à mettre au pas les janissaires de la milice, ainsi que le dey placé à leur tête, mais fait face à une violente attaque navale française contre les ports de Bizerte, La Goulette et Porto Farina, en représailles aux activités des corsaires tunisiens. Mohamed Bey El Mouradi, malgré un règne tumultueux durant l'épisode des révolutions de Tunis, parvient à assurer une certaine prospérité au pays et finalise les ouvrages architecturaux de ses aïeux. En 1675, Romdhane Bey expulse les Français du Cap Nègre mais fait face à une guerre contre le dey d'Alger[réf. nécessaire].

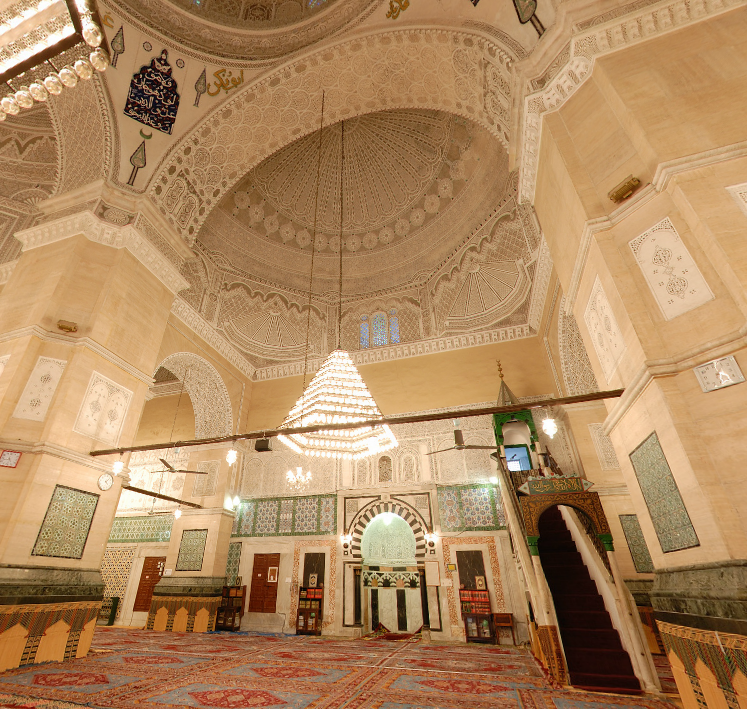
Vue intérieure de la mosquée Sidi Mahrez à Tunis, l'édifice est construit à la fin du XVIIe siècle par le prince Mohamed Bey El Mouradi.

En 1699, Mourad III Bey, souverain violent et brutal, est déposé en 1702 sur ordre du sultan ottoman et assassiné par Ibrahim Cherif, l'agha des spahis. Ce dernier met fin au régime mouradite : il est nommé dey par la milice et fait pacha par le sultan ottoman. Il n'arrive toutefois pas à faire cesser les incursions algériennes et tripolitaines. Finalement vaincu par le dey d'Alger en 1705, il est capturé et emmené à Alger. Son lieutenant, Hussein Ben Ali Turki, ancien khaznadar (ministre des Finances) de Mohamed Bey El Mouradi et agha des spahis (commandant de la cavalerie), revient avec les débris de l'armée vaincue à Tunis et se fait reconnaître comme bey par la milice turque. Il est le fondateur de la dynastie husseinite[réf. nécessaire].

## Héritage
Il est difficile de mesurer l'importance des influences turques qui demeurent en Tunisie. Quelques monuments affichent leur filiation ottomane : minarets polygonaux et cylindriques ou mosquées sous une grande coupole centrale comme celle de Sidi Mahrez à Tunis. Dans un autre domaine, l'art des tapis, qui existait pour certains avant l'arrivée des Ottomans, voit les productions de Kairouan présenter au XVIIIe siècle des motifs purement anatoliens. Malgré ces influences perceptibles dans l'aspect des objets manufacturés, l'empreinte de l'Italie voisine se fait de plus en plus manifeste au cours du XVIIIe siècle, tant dans l'architecture que dans la décoration, marquant ainsi une ouverture du pays à l'Europe.